# Lee Stecklein
Lee Ethel Stecklein (Roseville, 23 aprile 1994) è una hockeista su ghiaccio statunitense.

## Palmarès

### Olimpiadi invernali
- 2 medaglie:
  - 1 oro (Pyeongchang 2018)
  - 1 argento (Soči 2014)

### Mondiali
- 4 medaglie:
  - 4 ori (Canada 2013; Svezia 2015; Canada 2016; Stati Uniti 2017)